# José Antonio Costa
José Antonio Costa (Montevideo, enero de 1801 - mayo de 1877) fue un militar uruguayo que participó en la Guerra del Brasil, las guerras civiles de su país —sobre todo en la llamada Guerra Grande— y en la Guerra del Paraguay.

## Biografía
Nacido en la Banda Oriental, emigró con sus padres a Buenos Aires en su infancia.
Se enroló en un regimiento de Húsares para combatir en la Guerra del Brasil , durante la cual participó en las batallas de Sarandí, el sitio de Colonia, Bacacay, Ituzaingó, Camacuá y Padre Filiberto. Quedó incorporado al ejército uruguayo, al servicio del cual combatió contra la revolución de 1832, dirigida por el general Lavalleja.
Apoyó la revolución de Fructuoso Rivera en 1836, y combatió en las batallas de Yucutiyá, Yí y Palmar. También participó en la batalla de Cagancha, en que fue derrotado el gobernador entrerriano Pascual Echagüe. Participó en la invasión de Rivera a Entre Ríos de 1842, y combatió en la batalla de Arroyo Grande. Se unió a la defensa contra el sitio de Montevideo establecido por Manuel Oribe, e hizo algunas campañas por el interior uruguayo como jefe de Estado Mayor del ejército de Rivera. Luchó en el combate de Los Molles y en la batalla de India Muerta, después de la cual emigró al Brasil.
Regresó a Montevideo en 1846, acompañando a Rivera, que ocupó el gobierno de la ciudad sitiada y fue su ministro de guerra hasta que fue expulsado al año siguiente. Volvió al exilio.
En algunas fuentes se lo cita como combatiente en la batalla de Caseros, pero no aparece en la mayor parte de los listados de oficiales, ni en los partes de campaña. Regresó después de esa fecha a Montevideo, y apoyó la primera presidencia de Venancio Flores, que lo ascendió al grado de general y lo nombró jefe de Estado Mayor del ejército nacional uruguayo.
En 1863 apoyó la campaña de Flores contra el gobierno constitucional de Berro, pero no participó en ninguna batalla. Dos años más tarde fue el comandante de las tropas uruguayas en la Guerra del Paraguay, participando en la batalla de Yatay y en el sitio de Uruguayana. Poco después pasó a retiro.
Falleció en Montevideo en mayo de 1877.